# Moronowate
Moronowate (Moronidae) – rodzina ryb okoniokształtnych.
Występowanie: wody słodkie i słone Ameryki Północnej, wprowadzone do Europy i północnej Afryki.

## Cechy charakterystyczne
Wydłużona, opływowa budowa ciała.

## Klasyfikacja
Rodzaje zaliczane do tej rodziny:
Dicentrarchus — Morone